# 膝上襪

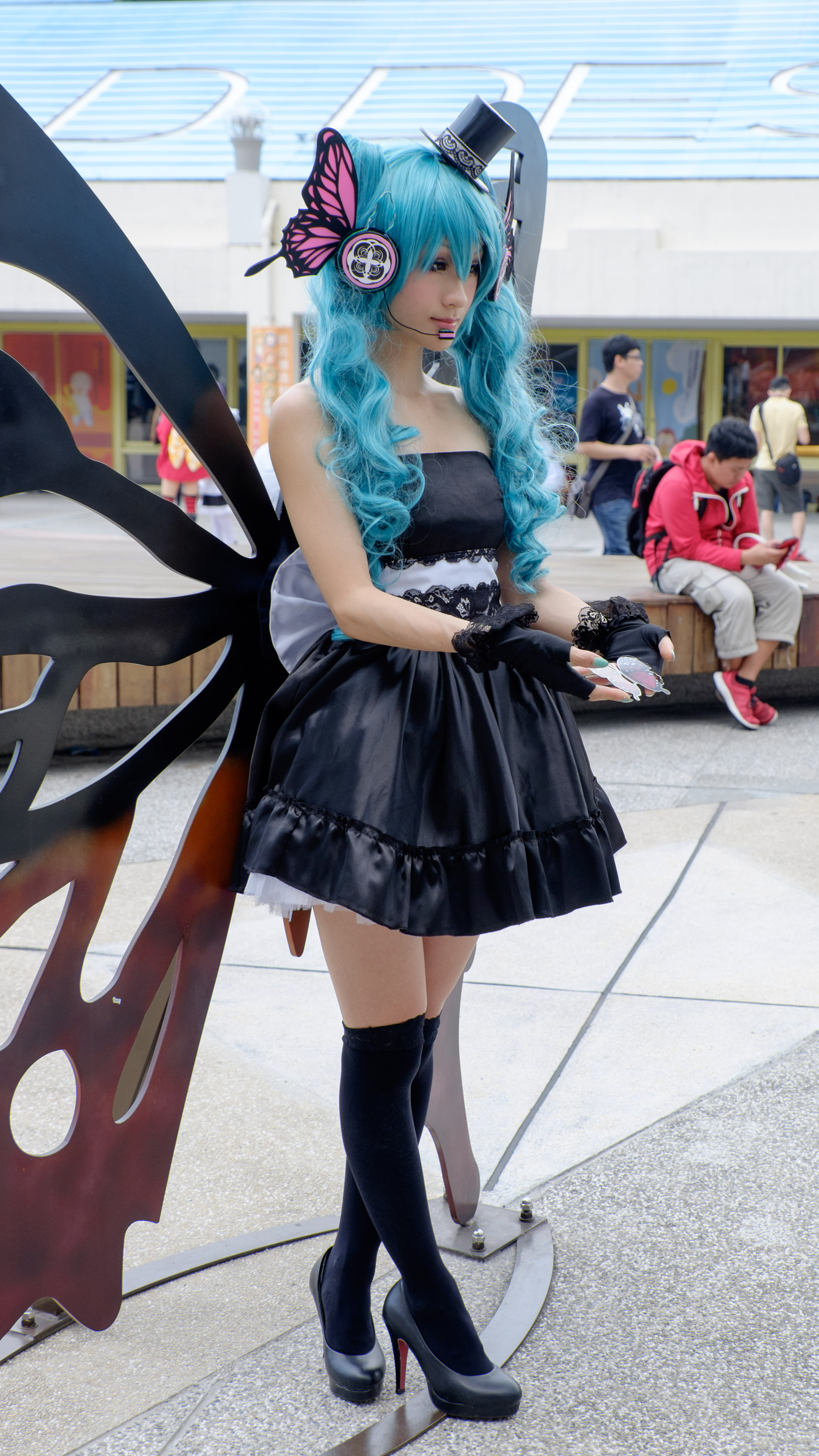
一個扮演初音未來並穿膝上襪的Cosplayer

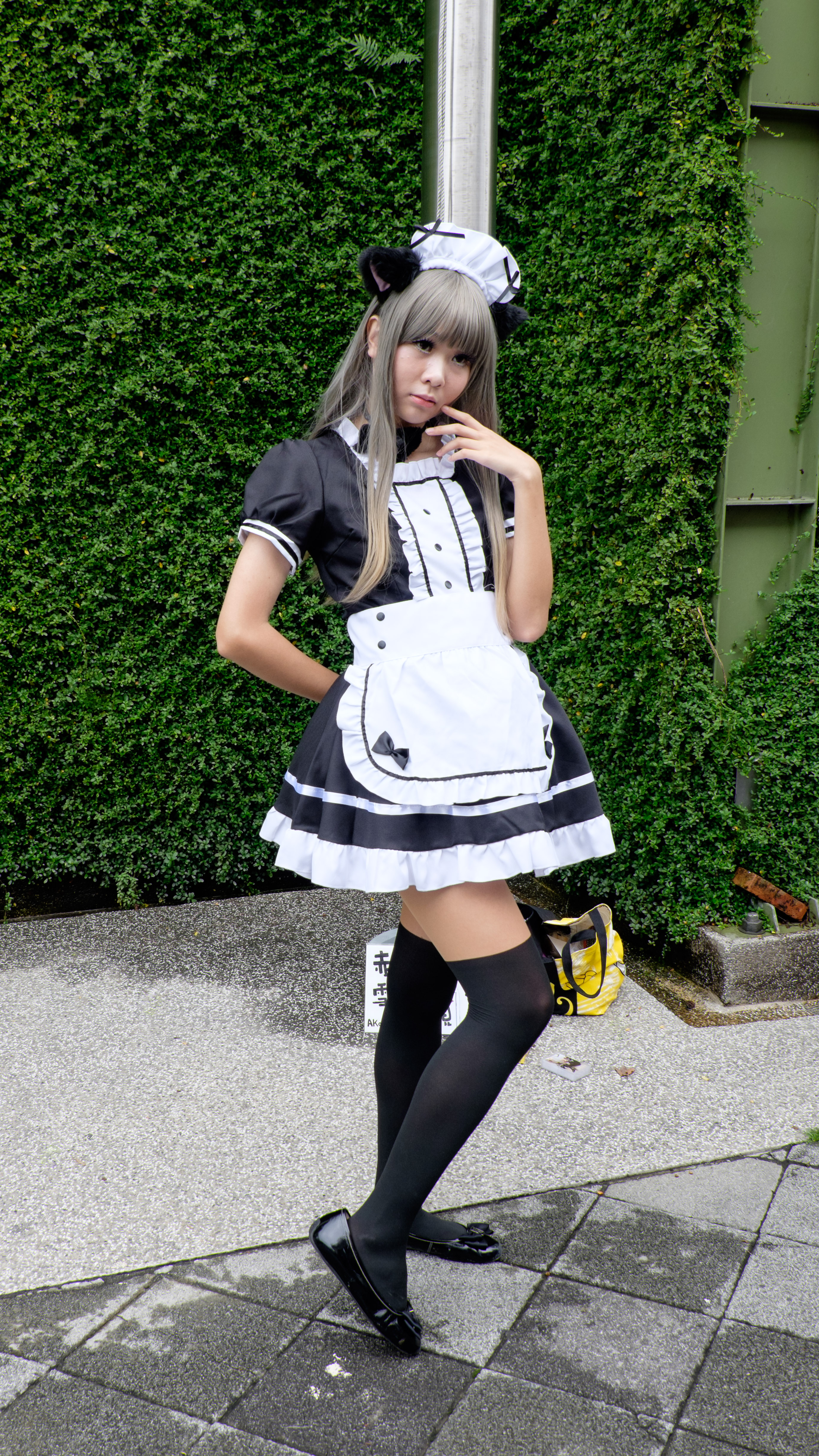
一位穿着假膝上袜的Cosplayer

膝上襪（又稱「膝襪」或「過膝襪」）是指能夠包覆膝蓋、拉到大腿的長襪，又稱為過膝長襪，穿著時襪口大致介於膝蓋到大腿中間，材質一般为棉、尼龍等。若能夠覆蓋到大腿頂部，通常稱為大腿襪。
膝上襪的流行主要是源自日本，被視為是及膝襪流行的延伸。許多日本高中女學生會以膝上襪搭配制服，在街頭也可看到許多青少女以膝上襪作為流行服飾的一部分。以膝上襪作為服飾，大部分是以深色為主，因為深色在搭配上較簡單，且可以修飾腿部，在視覺上讓腿部變細、拉長。除了單一顏色，也有以不同顏色相間形成的條紋襪，在刻意打造龐克風格時最常被使用。白色膝上襪則較少，大部分是出現在cosplay等場合。
台灣有些學校規定女生穿著長襪，而部分女生則刻意穿膝上襪搭配改短的裙子，突顯其流行感，至於是否會被禁止則視各校而定。
在日本動漫中出現獨特的「萌」、「絕對領域」等名詞，和膝上襪/大腿襪的關係密不可分，主要是常見女生角色穿著迷你裙和膝上襪，此類穿著又尤其以女僕的角色最普遍。部分男性對於膝上襪鬆緊帶造成女生腿部被束住而稍微凹下的部分有特別的好感。
2010年代，連褲襪格式的膝上襪（又稱「假膝襪」／「偽膝襪」、「假膝上襪」／「偽膝上襪」或「假過膝襪」／「偽過膝襪」）開始流行。其物理上為連褲襪，膝蓋或以下以一般連褲襪格式縫製，而大腿膝蓋（或大腿位任一高度）以上位置則採用較薄較透或較貼紙膚色之纖維，營造展露大腿之肌理。

## 圖片

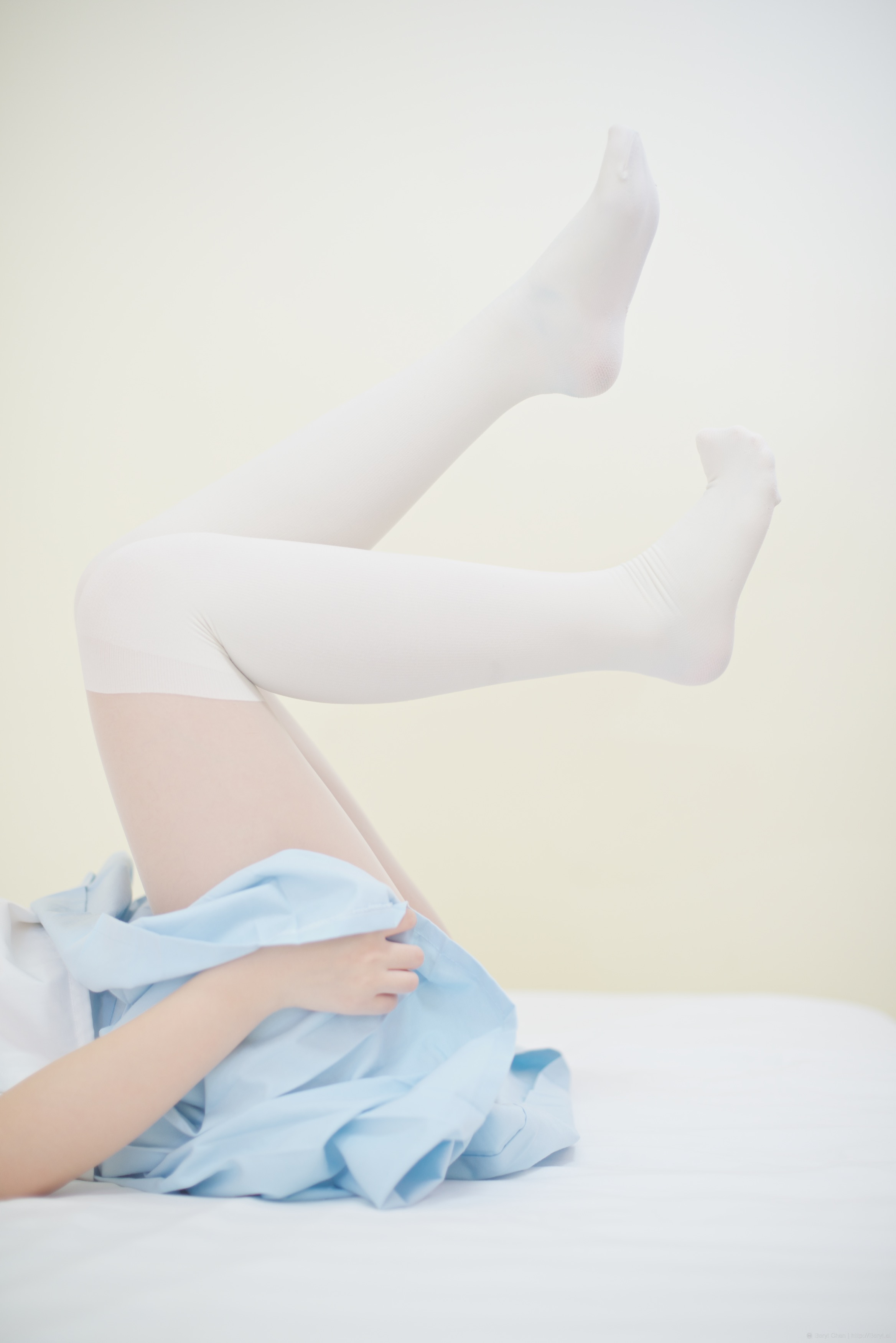
穿着白色过膝袜的女孩
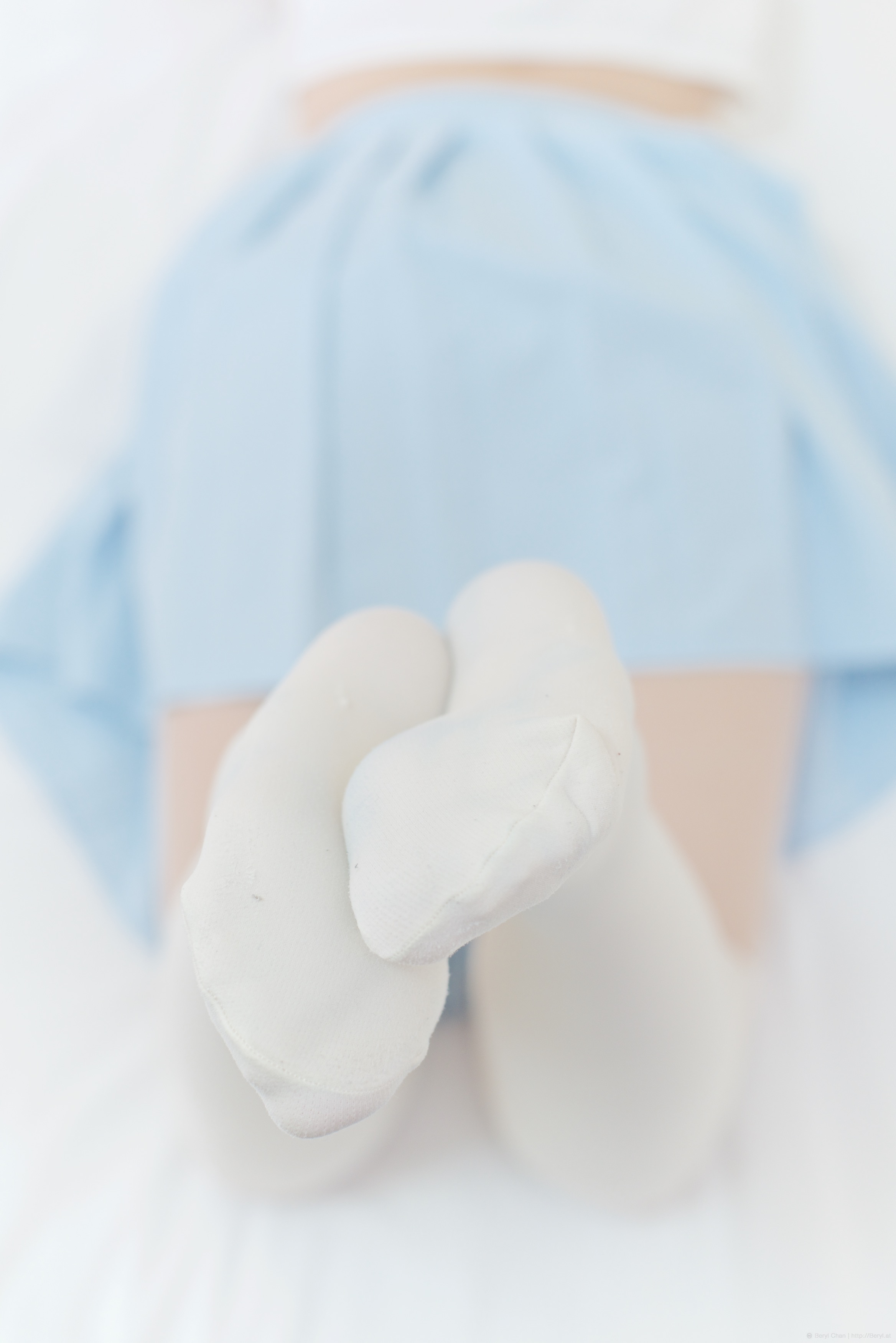
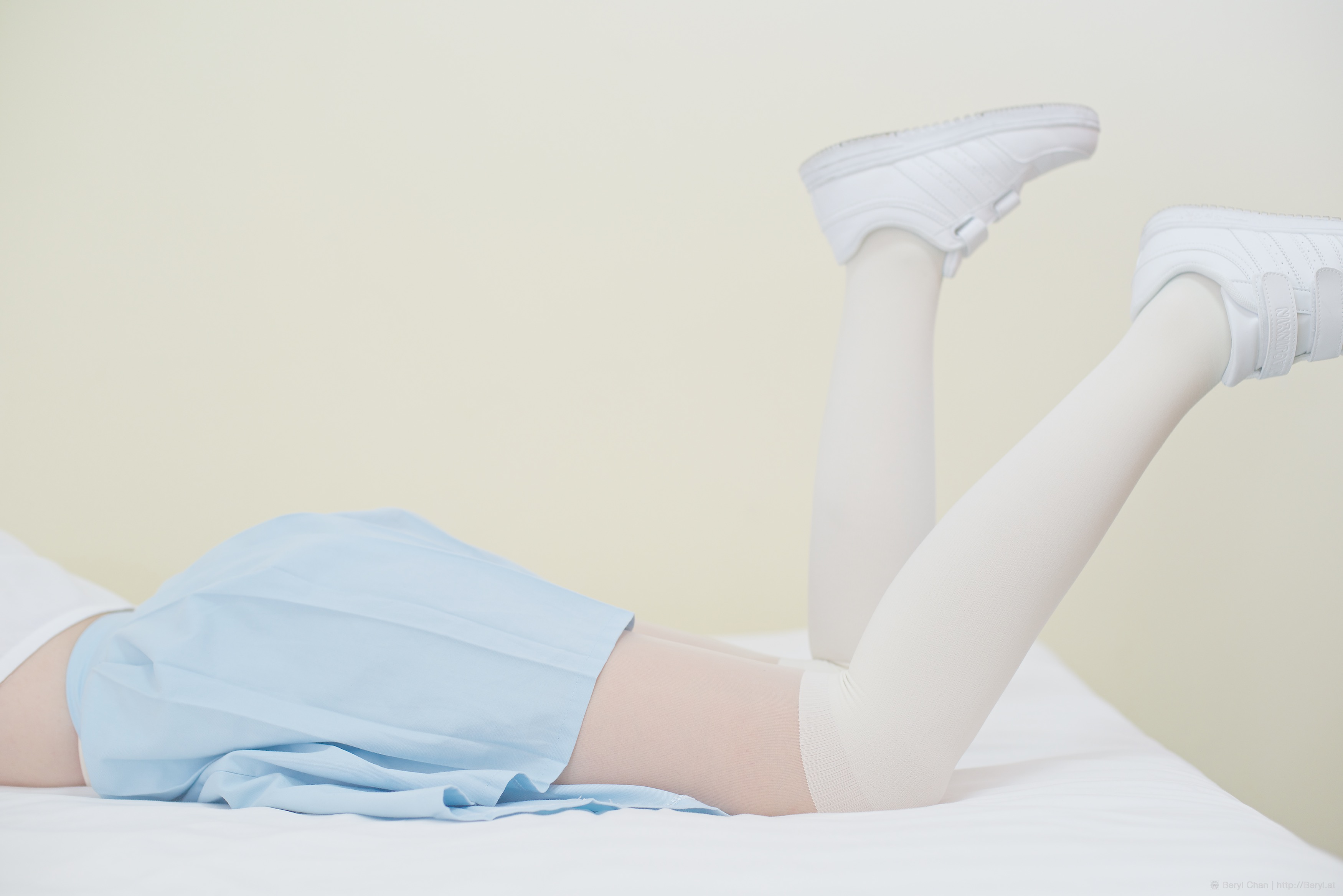
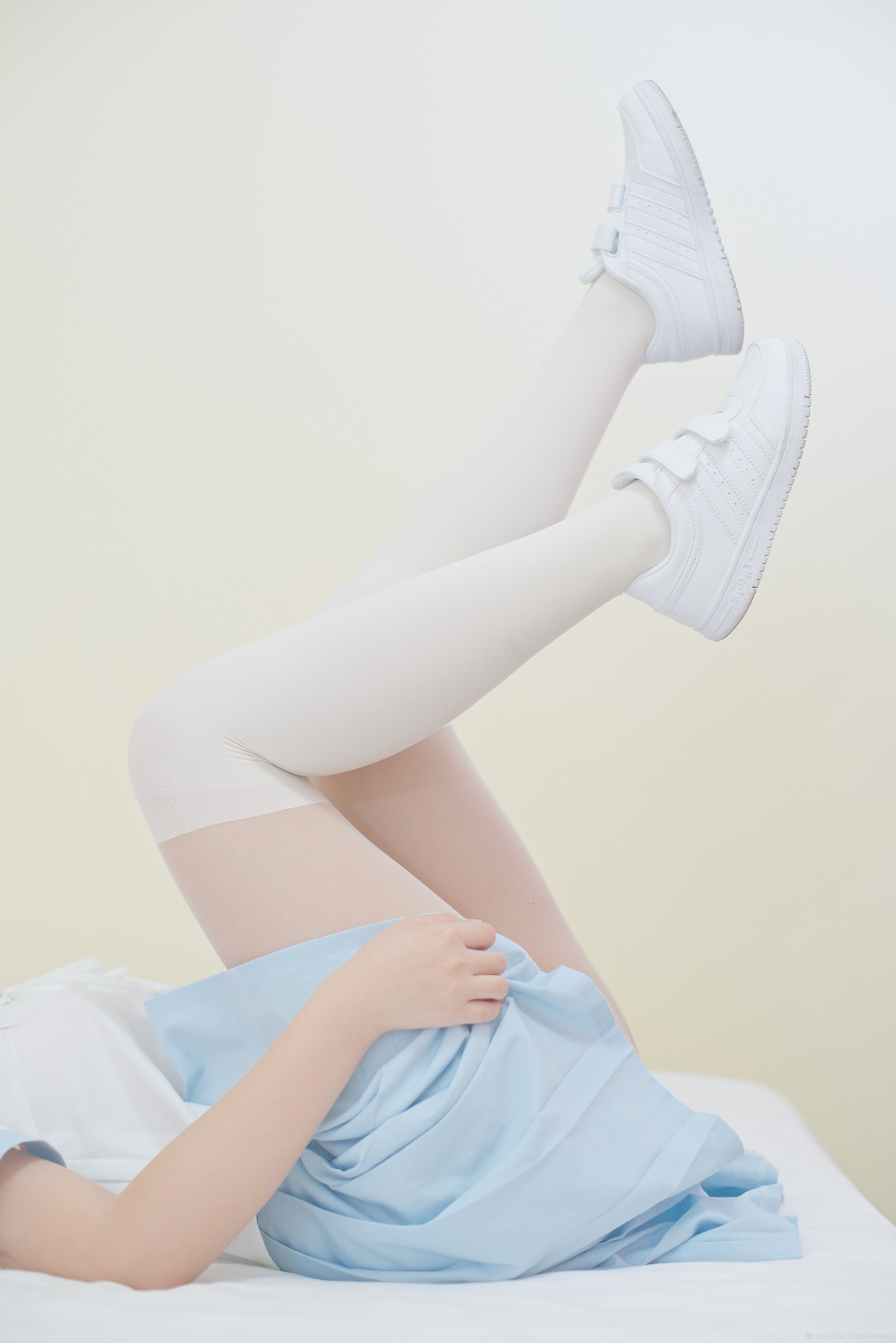
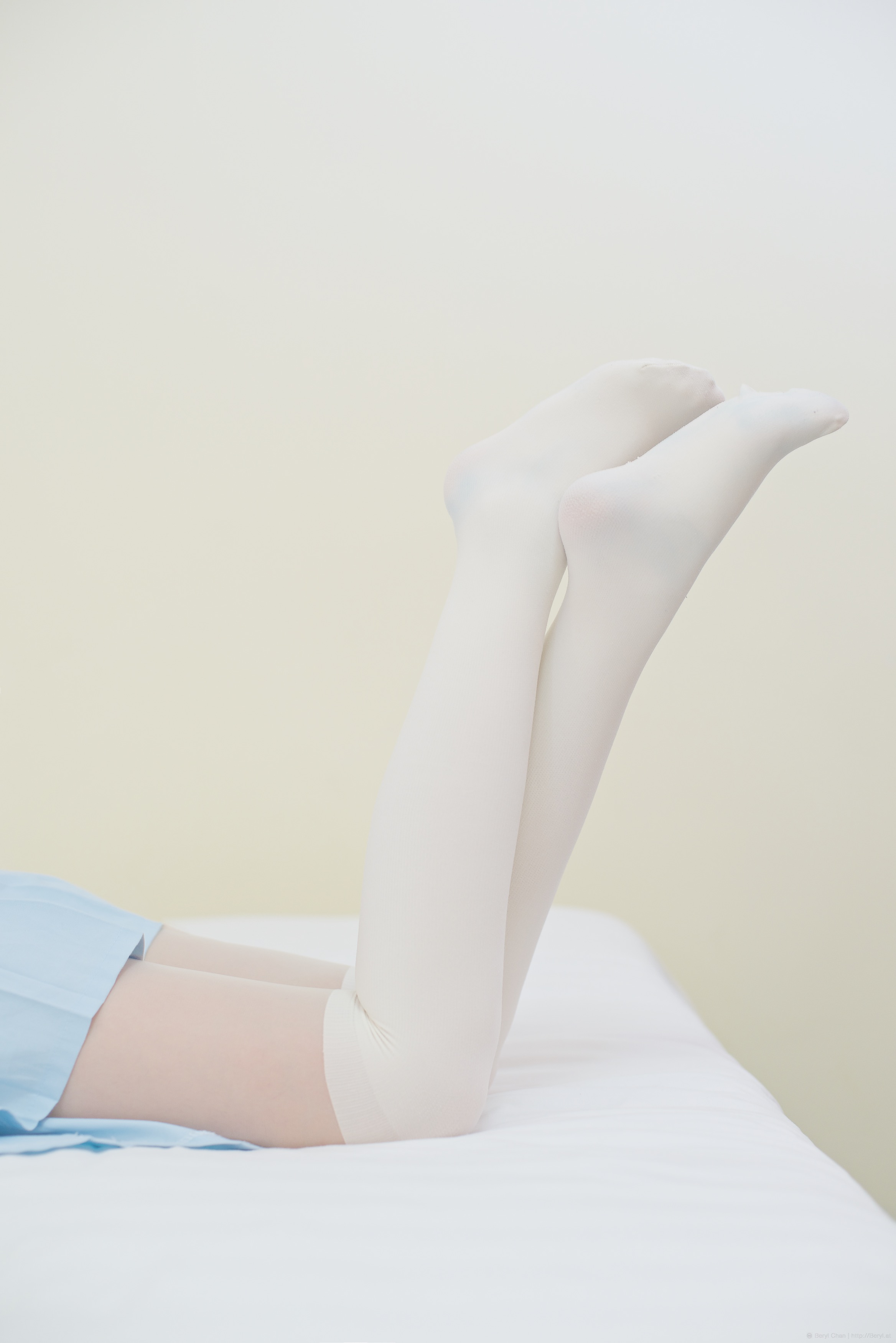
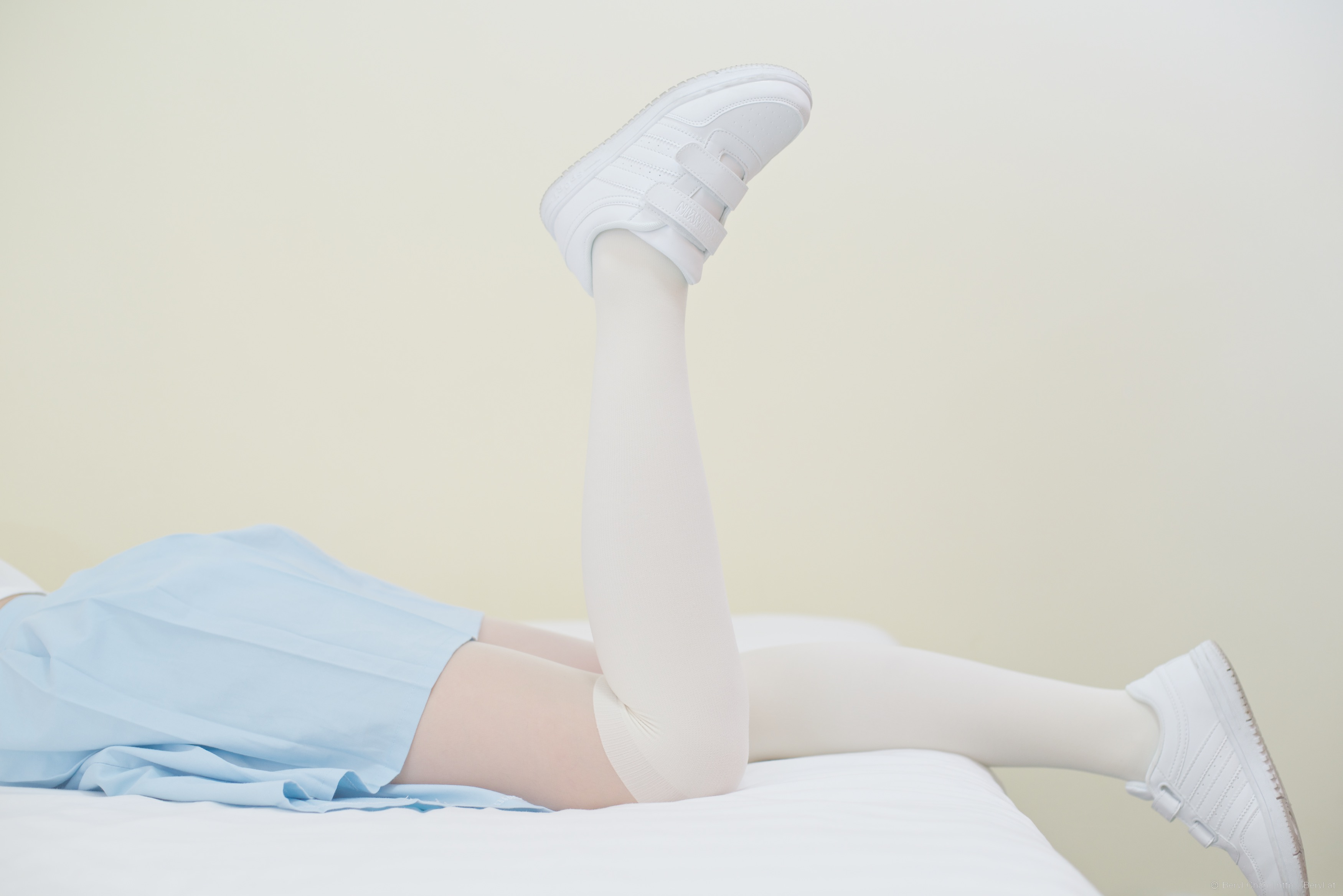
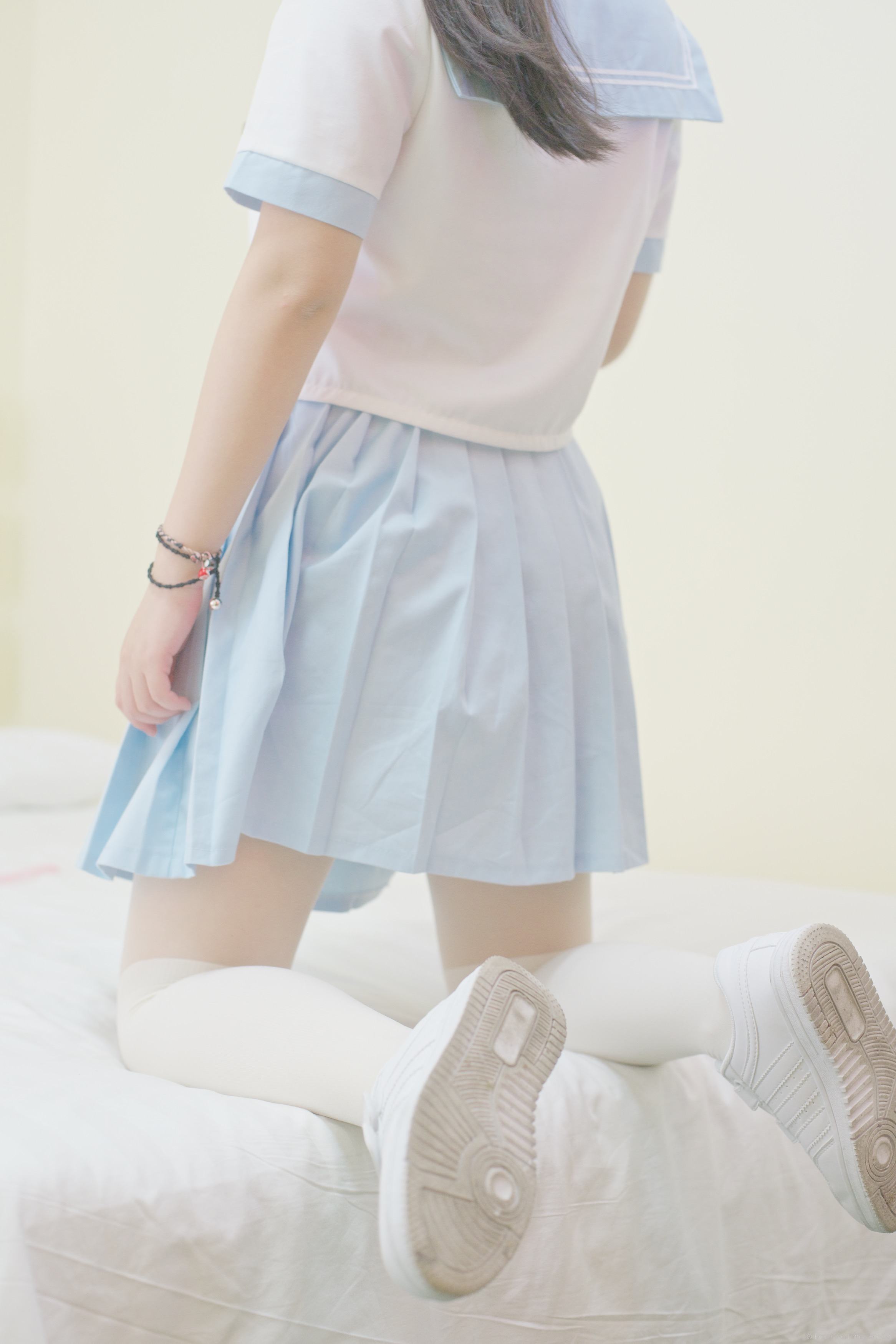
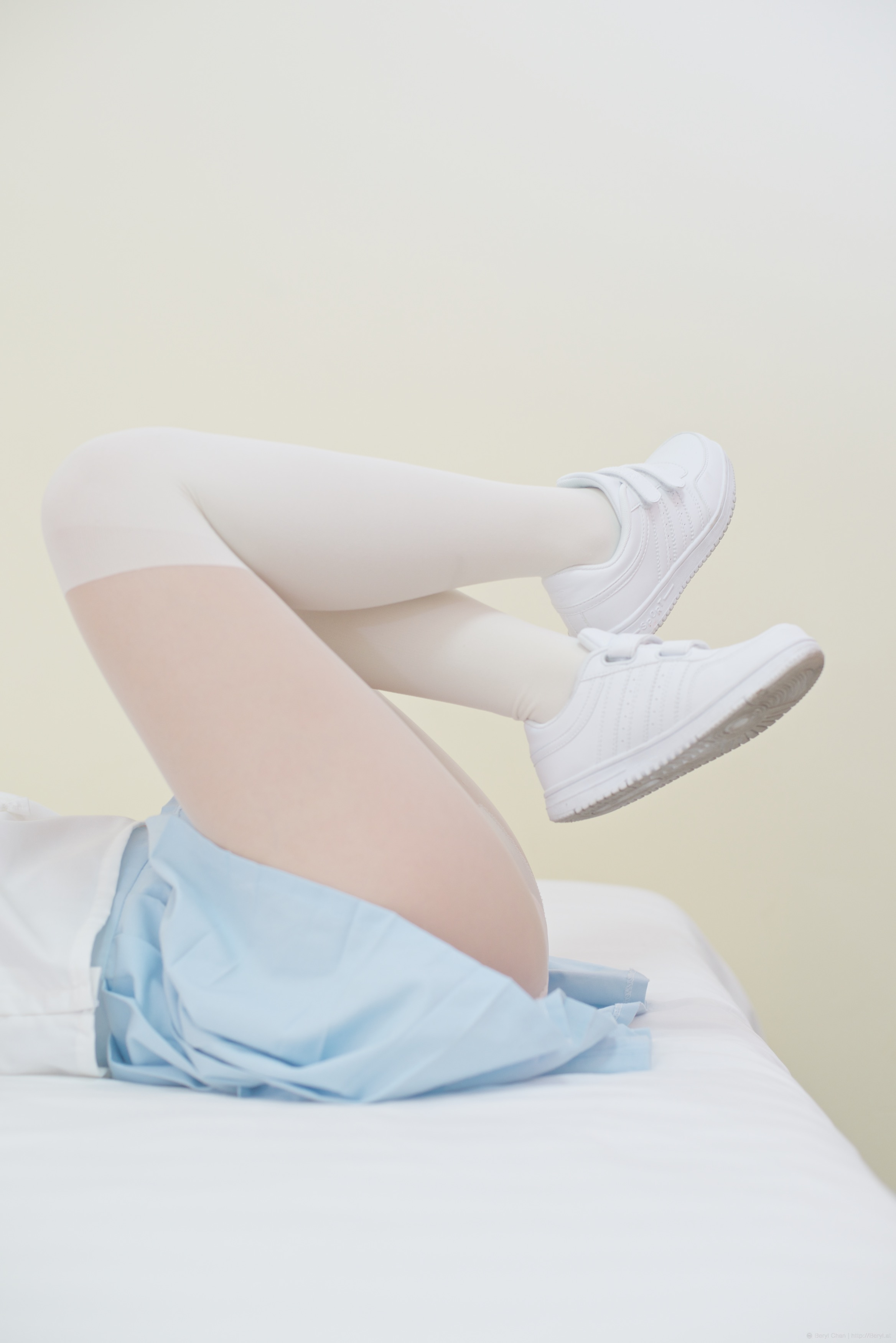
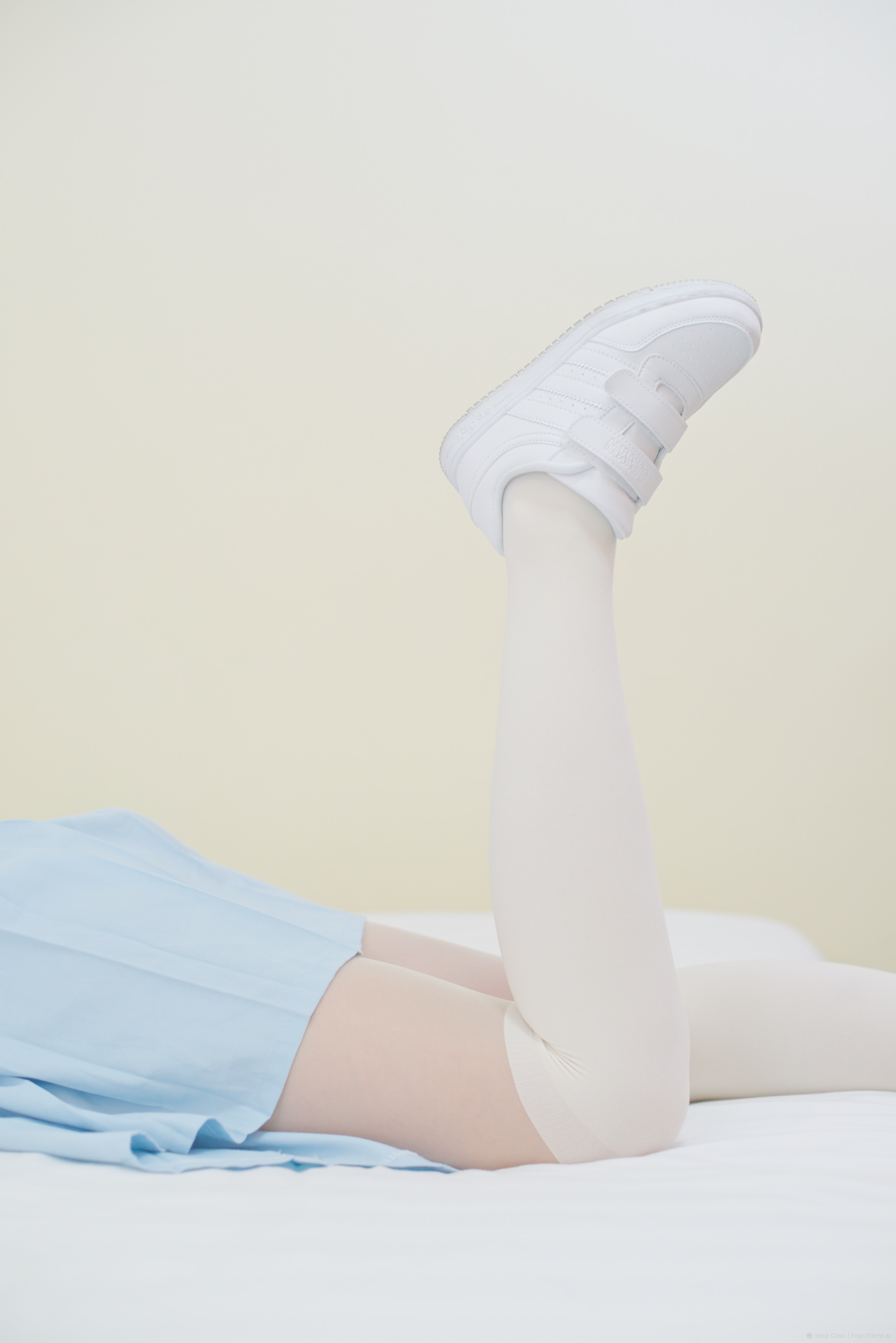